# Девід Трімбл
Де́від Трімбл (англ. David Trimble; 15 жовтня 1944, Бангор — 25 липня 2022) — північноірландський політик, правник, лауреат Нобелівської премії миру.

## Життєпис
Навчався у Банґорі та в Кооролівському університеті в Белфасті, здобуваючи освіту правника та викладача права. 1975 року його було обрано до Конституційної конвенції Північної Ірландії (Northern Ireland Constitutional Convention) як провідного члена Прогресивної юніоністської партії. Після ліквідації партії перейшов до Юніоністської партії Ольстера, що відповідала за підтримку зв'язків із Великою Британією. 1978 року став її секретарем, а 1995 року — головою.
З 1990 року був членом Палати общин. 1998 року був одним із співавторів північноірландської мирної угоди, схиляючи свою партію вести діалог та шукати порозуміння з католиками. 1998 року очолив уряд Північної Ірландії (First Minister).
1998 року разом із соціал-демократом Джоном Г'юмом отримав Нобелівську премію миру.